# Selkirkiella magallanes
Selkirkiella magallanes là một loài nhện trong họ Theridiidae.
Loài này thuộc chi Selkirkiella. Selkirkiella magallanes được Herbert Walter Levi miêu tả năm 1963.